# San Francisco Frozen Film Festival
San Francisco Frozen Film Festival (en español: Festival de Cine Frozen de San Francisco) fue fundado en 2006 para proporcionar un foro en que los cineastas del área de la bahía de San Francisco se encontraran y pudieran relacionarse con creadores que no pertenecieran a esta zona geográfica. La intención última era crear una red de cineastas duradera y sostenible ubicados en el área de San Francisco.
El Festival de Cine Frozen de San Francisco se presenta anualmente en julio y atrae a creadores de todo el mundo a San Francisco. El festival en sí muestra una selección de películas y bandas de música independientes. Durante el evento se incluyen noches de conciertos de música en vivo, cortometrajes, animación, largometrajes, documentales largos y cortos, películas de skate y documentales musicales. 

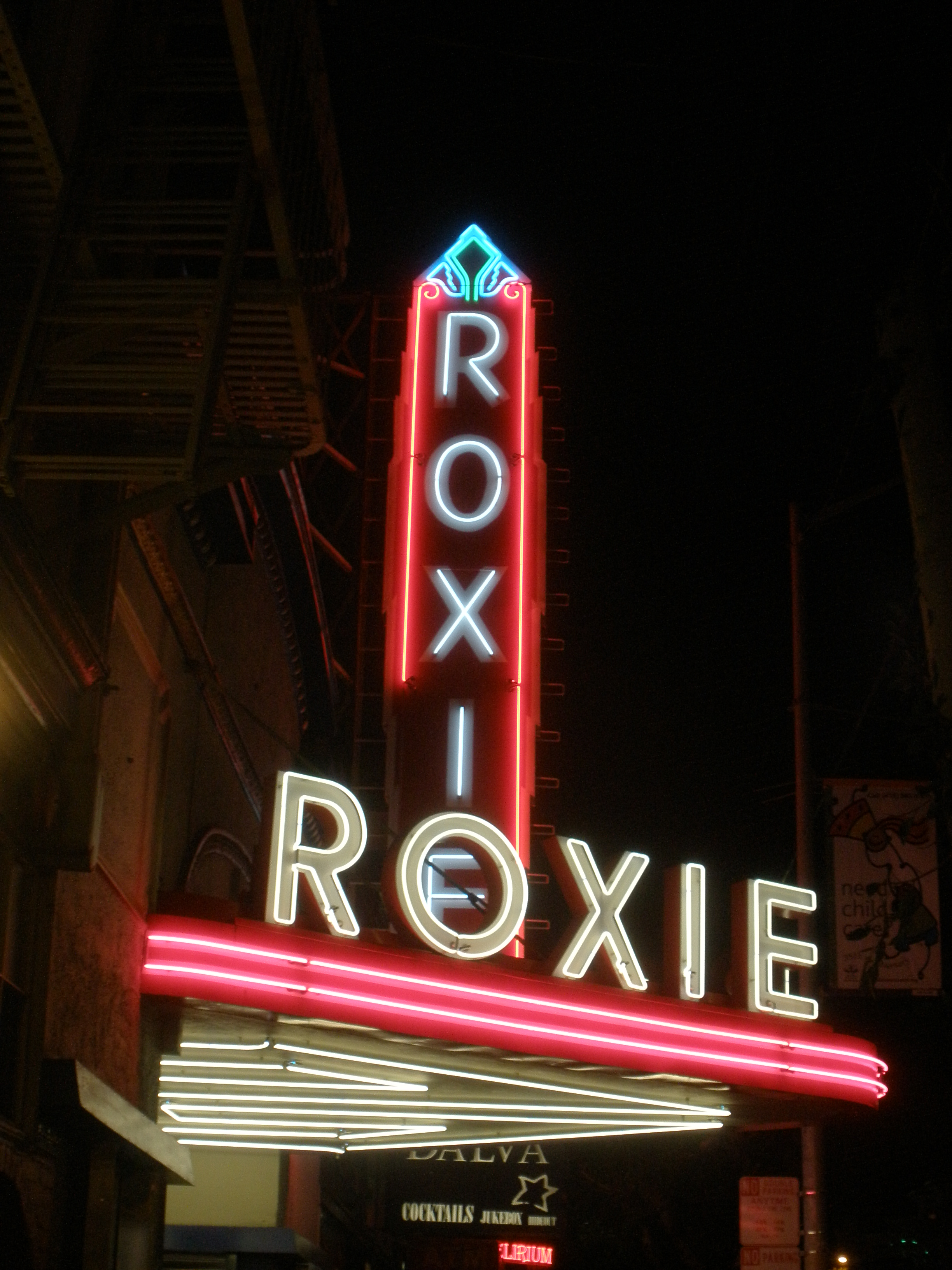
Cine Roxie en San Francisco.

La sede central del Festival de Cine Frozen de San Francisco es la sala de cine Roxie (Roxie Theater). 
El festival ha sido catalogado como uno de los mejores festivales de cine en San Francisco